# 大村虔一

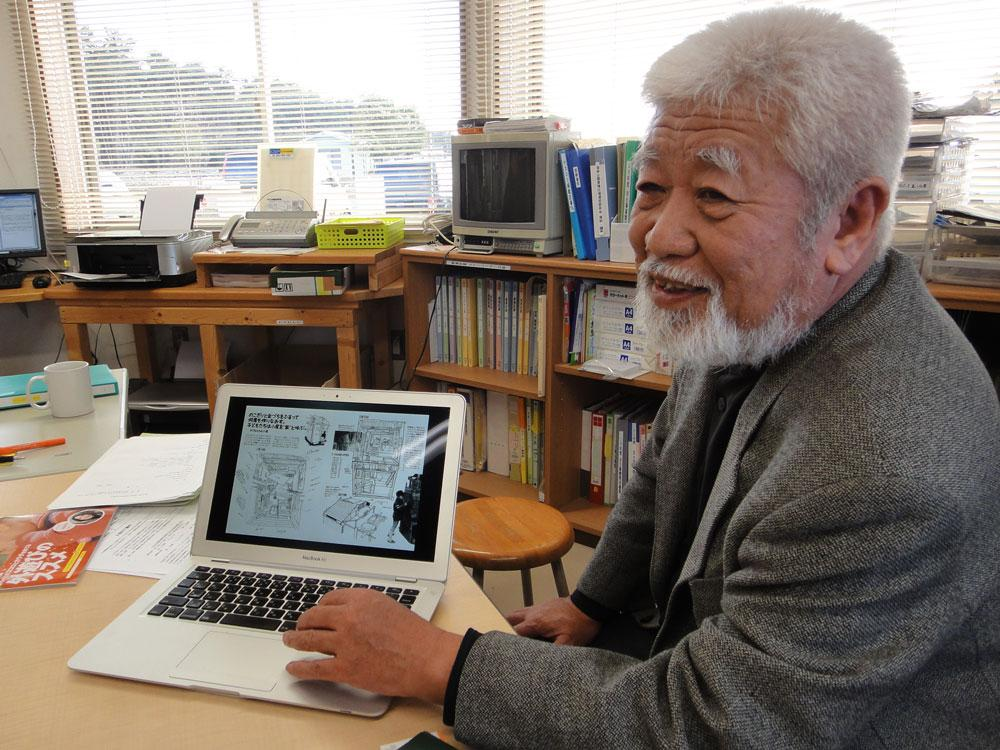
大村虔一氏　2011.02.19（土）海岸公園冒険広場の事務所で撮影

大村 虔一（おおむら けんいち、1938年6月7日 - 2014年1月6日）は、日本の都市計画家、アーバンデザイナー、建築家、教育者。元東北大学教授、元宮城大学副学長。日本におけるプレーパークの生みの親としても知られた。
羽根木プレーパーク実行委員会初代会長、宮城県教育委員会委員長、世田谷ボランティア協会理事、日本冒険遊び場づくり協会代表、冒険あそび場‐せんだい・みやぎネットワーク代表理事、こども環境学会設立発起人、特定非営利活動法人とうほくPPP・PFI協会理事（のち会長）、東北大学雨宮キャンパス跡地に関するまちづくり検討委員会委員長、日本建築学会東北支部長、仙台市景観審議会会長、財団法人宮城県地域振興センター理事長、仙台市総合計画審議会会長などを歴任。2000年、「東京オペラシティ街区建設プロジェクト」で日本都市計画学会計画設計賞および日本建築学会賞作品選奨を受賞。デザインディレクターをつとめた「幕張ベイタウンセントラルパーク」「幕張パークタワー」で2003年度グッドデザイン賞（建築・環境デザイン部門）を受賞。

## 経歴
宮城県仙台市生まれ。東京大学大学院数物系研究科建築学専攻修士課程修了後、同大学工学部都市工学科助手を経て、1967年、都市計画コンサルタントの都市計画設計研究所を共同設立。1995年、東北大学大学院の都市デザイン学講座開設。1996年から2002年まで、同大学院教授。その後、宮城大学事業構想学部教授。おもな作品実績に、「東京オペラシティ」「幕張ベイタウンパティオス」の他、大宮ソニックシティ計画、高蔵寺ニュータウン計画、千里ニュータウンセンター計画、秋田総合婦人会館（アトリオン）提案競技企画実施など。
2014年1月6日、前立腺癌のため、仙台市内の病院で死去。75歳没。

## 著作
- 道路空間の再構成をめぐる考察－仙台市を事例に 国際交通安全学会誌 Vol． 30，No．4. 平成17年12月 財団法人 国際交通安全学会
- 都市の遊び場 新装版（マージョリー・アレン（アレン・オブ・ハートウッド卿夫人）著 鹿島出版会; 大村璋子と共訳　ISBN：9784306072725)
- 高蔵寺ニュータウン計画(共著、1967年・鹿島出版会
- 「座談会：外国の子どもの文化環境」言語生活第283号（1975年4月）
- 「心と社会」No.100 -日本精神衛生会
- 日本の都市空間（共著, 1968年・彰国社）
- 新しい遊び場（1974年:アービッド・ベンソン著 鹿島出版会; 大村璋子と共訳）